# Бристау-Коув (Алабама)
Бристау-Коув (англ. Bristow Cove) — переписна місцевість (CDP) в США, в окрузі Етова штату Алабама. Населення — 624 особи (2020).

## Географія
Бристау-Коув розташований за координатами 34°6′33″ пн. ш. 86°14′28″ зх. д. / 34.10917° пн. ш. 86.24111° зх. д. (34.109216, -86.240993).  За даними Бюро перепису населення США в 2010 році переписна місцевість мала площу 28,08 км², уся площа — суходіл.

## Демографія
Згідно з переписом 2010 року, у переписній місцевості мешкали 683 особи в 235 домогосподарствах у складі 184 родин. Густота населення становила 24 особи/км².  Було 258 помешкань (9/км²).
Расовий склад населення:
| - 91,1 % — білих - 1,5 % — корінних американців - 0,1 % — азіатів - 5,1 % — осіб інших рас |

До двох чи більше рас належало 2,2 %. Частка іспаномовних становила 6,6 % від усіх жителів.
За віковим діапазоном населення розподілялося таким чином: 27,4 % — особи молодші 18 років, 64,5 % — особи у віці 18—64 років, 8,1 % — особи у віці 65 років та старші. Медіана віку мешканця становила 35,2 року. На 100 осіб жіночої статі у переписній місцевості припадало 106,3 чоловіків;  на 100 жінок у віці від 18 років та старших — 110,2 чоловіків також старших 18 років.
За межею бідності перебувало 39,7 % осіб, у тому числі 62,4 % дітей у віці до 18 років та 0,0 % осіб у віці 65 років та старших.
Цивільне працевлаштоване населення становило 216 осіб. Основні галузі зайнятості: транспорт — 25,5 %, роздрібна торгівля — 19,4 %, мистецтво, розваги та відпочинок — 16,2 %, освіта, охорона здоров'я та соціальна допомога — 16,2 %.